# Wim Sonneveld

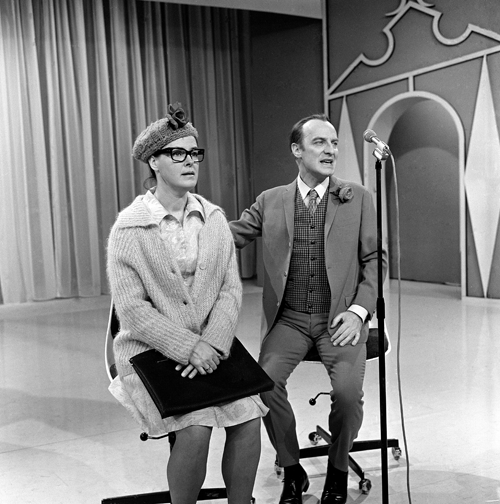
Ina Faassen e Wim Sonneveld em 1969

Willem (Wim) Sonneveld (Utrecht, 28 de Junho de 1917 - Amesterdão, 8 de Março de 1974) foi um comediante e cantor neerlandês. Ele é considerado um dos "Três Grandes do Cabaré Neerlandês" ("Grote Drie van het Nederlandse cabaret") do pós-guerra, juntamente com Toon Hermans e Wim Kan. 
Wim Sonneveld era filho de Gerrit Sonneveld e Geertruida van den Berg. Ele começou como cantor no grupo Keep Smiling Singers em 1932. Entre 1937 e 1939, trabalhou na França como cantor de canções francesas. Após a declaração de guerra de 1939 ele voltou para os Países Baixos. 
Em 1943 ele fundou a empresa "Wim Sonneveld", onde trabalharam, entre outros, Conny Stuart, Lia Dorana, Albert Mol, Joop Doderer, Hettie Blok e Emmy Arbous. Com este grupo tocou inúmeros shows de cabaré. A empresa existiu até 1959. 
Willem  também foi protagonista no musical My Fair Lady nos Países Baixos por três anos, somando 750 mil espectadores.
Em 1964 estreou seu primeiro show a solo, "Een avond met Wim Sonneveld" (Uma noite com Wim Sonneveld). Em 1966 estreou "Wim Sonneveld en Ina van Faassen" (Wim Sonneveld e Ina van Faassen) e em 1971 "Wim Sonneveld met Willem Nijholt & Corrie van Gorp" (Wim Sonneveld com Willem Nijholt e Corrie van Gorp). 
Em 20 de Fevereiro de 1974 Sonneveld sofreu um ataque cardíaco e foi internado em um hospital de Amsterdão. Ele morreu em 8 Março de 1974 com a idade de 56 anos, justamente quando parecia estar melhor, tendo até dado uma entrevista ao jornalista Henk van der Meyden. 
Muitas músicas dos seus shows se tornaram famosas. Algumas das suas músicas foram lançadas como singles. A canção "Het Dorp" (A Aldeia) ainda é cantada regularmente em 2011.